# Cupido pandia
Cupido pandia är en fjärilsart som beskrevs av Vincenz Kollar 1848. Cupido pandia ingår i släktet Cupido och familjen juvelvingar. Inga underarter finns listade i Catalogue of Life.